# The Fox Hunt
The Fox Hunt (рус. «Охота на лис») — анимационный эпизод про Дональда Дака, созданный Уолтом Диснеем в 1938 году.
Дональд идёт на охоту на Лис. Он ведёт перед собой Собак, чтобы понять. где они находятся. Они постоянно сбиваются с пути и ищут что-то ненужное. Они даже залезли в озеро, посреди которого стояло дерево, чуть ли при этом не утопив бедного Дональда. Когда они вылезли, то начали оттряхивать шерсть от воды.
Гуфи тоже едет на охоту, только на своей Лошади. Он обнаруживает в дупле дерева лисицу и разу кричит об этом Дональд. Тот, в свою очередь кричит своим псам и они быстро бегут, ломая всё на своём пути. В конце концов, Дональд врезается в дерево и его затаптывают лошади.
Гфи едет за лисой на лошади, но когда приходит время прыгать через высокий кустарник, лошадь тормозит и Гуфи падает. Лошадь боится прыгать. Гуфи показывает ей, как надо прыгать и падает в озеро, находящееся за кустарником. Лошадь делает всё так же. как Гуфи и падает к нему озеро. Гуфи обзывает её тупицой, лошадь злится и топит Гуфи, а затем выходит на сушу и встряхивает на него всю воду со соей шерсти.
Дональд гонится за лисицей до тех пор, пока она не залазит в нору в земле. Пока Дональд угрожает убить её, она выходит через другую нор, ближе этой. Дональд замечает её и чуть ли не ловит, но лисица снова залезает в норку. Дональд трубит Трубой в одну из норок и лисица выходит из новой- третьей норки! Тогда, Дональд затыкает одну из нор валуном, а в другую трубит, но валун взлетает в воздух и падает на Дональда. Дональд это надоело и он трубит со всей силы. из-за чего в земле образуется много нор и выскакивают много лисиц. Одну из исиц он берёт за хвост и она ведёт его к бревну, куда и заходит. Когда Дональд вынимает руку из бревна, то обнаруживает, что место лисы в его руках Скунс. Дональд убегает от него со всех ног.